# Tengerjáró Davos
Ser Tengerjáró Davos (gúnynevén Hagymalovag, vagy Ser Hagyma; angolul Davos Seaworth) szereplő George R. R. Martin amerikai író A tűz és jég dala című fantasy regénysorozatában, illetve annak televíziós adaptációjában, a Trónok harcában. A királyvári Bolhavégről származik, és csempész volt, azonban Robert Baratheon lázadása után Robert öccsétől, Stannis Baratheontól, Sárkánykő urától lovagi címet és földet kap, így lesz Stannis leghűségesebb támogatója az Öt Király Háborúja alatt. A Trónok harca televíziós sorozatban Liam Cunningham alakítja.
A Fekete Betha nevű hajó kapitánya. Hét gyermeke született, akik közül többen Stannis flottájának hajóin szolgálnak.

## Története a könyvekben

### Karakterleírás
Királyvárban, Bolhavégen született és nőtt fel, szegény sorból származik. Apja rákász volt. II. Aerys, az őrült király uralkodása idején lett csempész. A Szabad Városok és a Hét Királyság között oda-vissza csempészett. A Hét Királyság leghírhedtebb és legravaszabb csempészének tartották.
Davos szerény, de nagyon hűséges Stannishez. Hálás Sárkánykő hercegének azért, amilyen életet és lehetőségeket kapott az által, hogy lovaggá ütötte. Gyakran nem ért egyet Stannis módszereivel, de ennek ellenére igyekszik mindig őszinte lenni Stannishez, és elmondja a véleményét neki, ahelyett, hogy azt mondaná, amit hallani akar. Stannis bár nem mondja ki, de tiszteli ezért Davost. A Hagymalovag elkötelezett híve a Hét Hitének, ami ellentmond Melisandre R’hllor, a Vörös Isten, a tűz istene, más néven a Fény Urának vallási nézeteinek.

### Háttértörténet
Feleségül vett egy Marya nevű nőt, akivel hét fia született: Dale, Allard, Matthos, Maric, Devan, Stannis és Steffon. Ned Stark, Robert Baratheon és Jon Arryn lázadása idején Viharvég ostrom alatt állt. Lord Stannis Robert idősebbik öccse egy kis létszámú helyőrséggel közel egy éven át tartotta a várat Lord Tyrell és Lord Redwyne nagy létszámú seregeivel szemben. Redwyne gályái a tengert is blokád alá vette, a partok mentén éjjel-nappal cirkáltak Arbor burgundivörös zászlaja alatt. A várban az élelmiszer tartalékok elfogytak és az összes lovat megették, a kutyák és macskák mind ugyanarra a sorsra jutottak. A katonák már gyökerekre és patkányokra kényszerültek. Egy éjjel a sötétség leple alatt játszotta ki a Redwyne-ok kordonját és a Hajózúzó Öböl sziklazátonyain keresztül kicsi fekete hajójával. Raktere pedig zsúfolásig volt tömve hagymával és sózott hallal, amit az éhező helyőrségnek csempészet be a várba. Ennek köszönhetően kitartottak Stannisék, míg Eddard Stark el nem érte Viharvéget, és fel nem mentette őket az ostrom alól.
Lord Stannis elsőrangú harag-foki földekkel, egy kis erődítménnyel és lovagi címmel jutalmazta meg Davost, egyidejűleg elrendelte, hogy bal keze minden ujjáról vágjanak le egy ujjpercet büntetésül a csempészéssel töltött évek miatt. Davos elfogadta az ítéletet, de azzal a kikötéssel, hogy maga Stannis hajtsa végre a büntetést, mivel mástól nem volt hajlandó elfogadni a büntetést. Húsvágó bárdot használt, hogy gyorsabb és tisztább munkát végezhessen, megkímélve Davost a nagyobb kínoktól. Ezután a Tengerjáró nevet választotta újonnan alapított háza számára, címerül pedig halványszürke háttér elé fekete hajót, hagymával a vitorláján. 

### Királyok csatája

Davos királyának, Stannis Baratheonnak a személyes címere

Stannis Baratheon Sárkánykő ura, testvére I. Robert Baratheon király halálát követően Westeros királyának vallja magát, Davos pedig támogatja ebben. Stannis Davost küldi el hajóhadat toborozni, aki ráveszi a kalóz Salladhor Saant, hogy csatlakozzon királya hajóhadához. Ezt követően Viharvég felé hajózik, hogy az ottani urak segítségét kérje, de nem járt sikerrel, mert legtöbbjük már felesküdött Renly Baratheonra. Sárkánykőn Stannis összehívta lobogói egy lakomára, ahol csak Davos tart szemkontaktust Cressen mesterrel, aki nem nézi jó szemmel királya új hitét. Kiesett az idősebb Baratheon kegyeiből, ekkor úgy határoz, hogy egy öngyilkos akcióval végez magával és a vörös papnővel is, de a mérgezett bor csodás módon csak vele végez, Melisandre életben marad.
Davos kétségbe esett, hogy Stannis Melisandre biztatására ledöntött  a Hetet a sárkánykői szentélyekből, és elégette őket a kastély kapui előtt, később pedig felgyújtotta Viharvég istenerdőjét, a hatalmas fehér varsafával együtt. Amikor idősebb fiai nyíltan kommentálják az istenek égetését, Davos figyelmezteti őket, hogy legyenek óvatosak, és ne kérdőjelezék meg jogos királyukat. Davos tanúja, hogy Stannis kihúzza Fényhozó nevű kardját a tűzből , de szerinte ez hihetetlennek tűnik. Salladhor Saan később elmondja Davosnak hogy a kard nem az igazi Fényhozó.
Davost és hollókat küld Sárkánykő Lordja a királyság minden zugába, amelyben kijelenti, hogy Cersei királyné gyermekei vérfertőzésből születtek, ezért nem tarthatnak igényt a Vastrónra. Stannis azonban kevés segítséget kap más nemes uraktól.
Miután visszatért küldetéséről csatlakozik Stannishez Viharvégnél. Jelen van amikor több nagyúrral a király Ser Cortnay Penrose -al tárgyal. Cortnay nem hajlandó megadni magát, ezért Davos az tanácsolja Stannisnek, hogy forduljanak Királyvár felé, de Stannis nem hajlandó Viharvéget otthagyni. Megparancsolja Davosnak, hogy csempéssze Melisandre -t a Véharvég falai alá. Nem szereti a papnőt és azzal vádolja, hogy megölte Cressen mestert és Renlyt. Melisandre egy árnyat szült, ami megölte Stannis öccsét, majd ugyanígy tett Cortnayval, aki a viharvégi helyőrség egyik kapitánya volt.
Viharvég elfoglalását követően testvére lobogói többsége csatlakozik hozzájuk, de a Tyrellek nem támogatják. Davos és négy fia csatlakozik a Stannis flottájához. Ser Imry Florenttet megpróbálja meggyőzni, hogy küldjenek felderítő hajókat a Feketevíz felől és teszteljék a védelmet, de ezt elutasították. Támadáskor Tyrion Lannister a megbízott segítő futótűzzel és hatalmas kifeszített láncokkal akadályozza a Baratheon flotta útját a kikötőbe. A csatában elveszíti fiait, ő maga is majdnem odavész. A száraz parton is vereséget szenvednek, miután Tywin Lannister és Mace Tyrell csapatai is megérkeznek. 

### Kardok vihara
A feketevízi csata után sokáig a sziklákon haldoklott és Fekete Betha nevű hajóját is látta, amit a futótűz porrá égettet, de életét megmentette egy arra járó Sallador Saan hajója. Úgy érzi, küldetése, hogy a Vörös Papnőt megölje, akit a csata elvesztéséért hibáztat. Stannis árulásért börtönbe zárja, ahol Alester Florent lett a társa, aki a Király Segítője volt. Melisandre meglátogatja a börtönben és elmondja, hogy a csata azért veszett el, mert Davos rábeszélte a királyt, hogy őt ne vigyék magukkal. A cellákban megtanult írni és olvasni. 
Szabadulását követően Axell Florent Sárkánykő várnagya arra kéri, hogy beszélje rá Stannist, hogy őt nevezze ki Segítőnek áruló fivére helyett. Davosnak nem tetszik Lord Axell azon terve, hogy Karom-szigetet elpusztítsák, mert Adrian Celtigar a csatát követően felesküdött Joffrey Baratheonra. Stannis a Király Segítőjének nevezi ki Davost. Sárkánykőn találkozik Viharos Edric-kel, Robert Baratheon fattyú fiával, akit Stannis gyámság alá vett. Davos elborzad, mikor megtudja, hogy Melisandre fel akarja áldozni a fiút, hogy felébressze a kősárkányokat, a hatalmas szobrokat, melyek a kastélyt őrzik, mivel a fiúban királyi vér folyik, melyben erő rejlik. Stannis visszautasítja ezt, helyette három piócát dob a tűzbe, melyek a fiú vérével vannak tele, és Balon Greyjoyt, Joffrey Baratheont és Robb Starkot nevezi meg a tűzben, hogy haljanak meg.
Szabadulását követően Axell Florent Sárkánykő várnagya arra kéri, hogy beszélje rá Stannist, hogy őt nevezze ki Segítőnek áruló fivére helyett. Davosnak nem tetszik Lord Axell azon terve, hogy Karom-szigetet elpusztítsák, mert Adrian Celtigar a csatát követően felesküdött Joffrey Baratheonra. Stannis a Király Segítőjének nevezi ki Davost. Sárkánykőn találkozik Viharos Edric-kel, Robert Baratheon fattyú fiával, akit Stannis gyámság alá vett. Davos elborzad, mikor megtudja, hogy Melisandre fel akarja áldozni a fiút, hogy felébressze a kősárkányokat, a hatalmas szobrokat, melyek a kastélyt őrzik, mivel a fiúban királyi vér folyik, melyben erő rejlik. Stannis visszautasítja ezt, helyette három piócát dob a tűzbe, melyek a fiú vérével vannak tele, és Balon Greyjoyt, Joffrey Baratheont és Robb Starkot nevezi meg a tűzben, hogy haljanak meg.
Jelen volt Stannis, Axell, Selyse Florent királyné és Melisandre társaságában amikor megérkezett a hír, miszerint Robb Starkot, Catelyn Tullyt és a Stark-sereget meggyilkolták a Vörös Nászon az Ikrekben, valamint Pyke-on Balon Greyjoy is meghalt. A vörös papnő megpróbálja meggyőzni Stannist, hogy áldozza fel Viharos Edricet, de Davos figyelmezteti, hogy aki rokont ől az átkozott. Pylos mester egy levelet ad át Davosnak, amit Aemon mester írt  Fekete Várból. Jelentette királyának, hogy Mance Rayder, a Falon Túli Király délre tart az egyesített vadakkal, valamint az Éjjeli Őrség parancsnokát Jeor Mormontot a saját emberei ölték meg Craster Erődjében. Pylos mester elárulja, hogy megmutatta a levelet Alesternek, de ő se a királyt, se a papnőt nem értesítette róla. 
Stannis és Melisandre fontolóra veszik Edric feláldozását, ha ez Joffrey halálát elősegíti. Davos a hír hallatán kicsempészi Edricet Sárkánykőről Salladhor egyik hajójára és Ser Andrew Estermont elkíséri a fiút keletre a Szabad városokba, hogy megvédje őt Melisandre -től. Ezt követően Davos Stannishez megy, és tájékoztatja királyát, hogy Joffrey meghalt, majd elárulja neki hogy Edric elment. Meggyőzte Stannis -t, hogy hajózzon északra, és segítsen megvédeni a falat a Mások elől menekülő vadak inváziója ellen. Elindult seregével Északra, hogy segítsen. Davost Fehér Öbölbe küldte, hogy Wyman Manderlyt meggyőzze, háborús erőfeszítéseit.

### Varjak lakomája és a Sárkányok tánca
Cersei Lannister régens királynő beszámol a kis tanácsnak, hogy Davost Fehér Öbölbe küldték tárgyalni Lord Wyman Manderlyvel. Elárulja, hogy Davos kivégzését követelte Wyman örököse, Ser Wylis Manderly életéért cserébe. Később arról számoltak be, hogy Davost lefejezték, Lord Manderly pedig esküszik, hogy a feje és a kezei a kikötő falai fölé kerültek, amit a Freyek megerősítettek. A fogva tartott Wylist Ronnet Conningtonnal Szűztóba, onnan pedig Fehérrévbe küldi Ser Jaime Lannister.
Davost valójában nem ölték meg, csak egy ráhasonlító rabot.  Biztonsága érdekében ténylegesen börtönbe van, de jól bánnak vele, majd később Lord Manderly elé vezetik, ahol kiderül, hogy valójában a nagyúr keze is meg van kötve. Találkozik Theon Greyjoy egykori fegyverhordozója Wexszel, aki néma. Rajzai segítségével, kiderül, hogy Deresben nem Bran és Rickon Starkot ölték meg, ők még életben vannak. Lord Wyman felajánlja hűségét Stannis királynak, de csak akkor, ha Davos elmegy Skagos szigetére, hogy elhozza Rickon Starkot, mint Deres igazi urát.

## A szereplő története a sorozatban
Az HBO televíziós sorozatában Davost Liam Cunningham alakította. Története a könyvekben és a sorozatban többnyire megegyezik.

### Második évad
Sárkánykőn Davos egy Sallhador Saan nevű kalózt próbál megnyerni Stannis ügyéhez. Renly Baratheon nem hajlandó megadni magát Stannis Baratheonnak, ezért Davosnak és Melisandre –nek megparancsolja, hogy hajózzanak Viharvégre. Amikor partra érnek, Davos megrémül, amikor Melisandre egy árny démont szül, aki megöli Renlyt. A Viharvégre és Renlyre felesküdött úrak térdett hajtanak Stanninek. A főváros Stannis támadására készül, aki Királyvár felé tartva Davosnak ígéri a Király Segítője címet. A flotta Királyvár alá érkezik, és elkezdődik a feketevíz-öbölbeli csata. Tyrion Lannister egy futótűzzel feltöltött hajó segítségével a támadók jelentős részét megsemmisíti. A robbanáskor elveszíti fiát Matthost, ő maga is majdnem odavész. 

### Harmadik évad
Egy sziklán vészelte át sérüléseit, majd Sallhador Saan egyik hajója észre vette és Sárkánykőre vitte. Itt megpróbálja Stannist józan észre téríteni a Tűz papnője, Melisandre befolyása alól, de kudarcot vall, és bebörtönözik. Fogsága alatt Shireen Baratheon megtanítja őt olvasni, és amikor Stannis megkegyelmez neki, és a Segítő posztját osztja rá. A vörös asszony és Stannis azt tervezik, hogy Robert fattyát Gendryt feláldozzák, de Davos segít Gendrynek megszökni. A király leakarta fejezni tettéért, de a Fekete Várból levelet megmutatja nekik. Mance Rayder seregéről és a Mások fenyegető közeledésről írt benne Aemon mester. A hagymalovag emlékezteti Stannist, hogy a királynak a birodalom megóvása is a feladata. Melisandre Davos mellé áll, és támogatja a Fal megvédésére irányuló hadjárat tervét. A király megbocsát neki.

### Negyedik évad
Joffrey Baratheon halálhíre elért Sárkánykőre, Stannis kérdőre vonta Davost, amiért elengedte Gendry-t, és nem nagyobb hadsereget toborozni. Davos a Vasbanktól szeretne kölcsönkérni, hogy Stannis számára hadsereget toborozhasson a háborúhoz. Sikeresnek bizonyult törekvése és még Salladhor Saan segítségére is számíthatnak. Eközben Stannis Baratheon a seregével és fennhatósága alá veszi a Falat és legyőzi Mance Raydert.

### Ötödik évad
Davos elkíséri a királyi sereget a Deres felé tartó menetben. Ramsay Bolton és a 20 fős csapata felgyújtanak pár sátrat, elengednek néhány lovat és megsemmisíti a táborban lévő utánpótlásukat és élelmüket. Visszaküldik a Falra, hogy segítséget és utánpótlást kérjen az Éjjeli Őrségtől. Mielőtt elindulna, meglátogatja a hercegnőt a sátrába, és ad neki egy faragott szarvast ajándékba. Nem tudja, hogy közben a királyi család és a vörös papnő feláldozták Shireen hercegnőt. A végzetes deresi csata után a Stannis parancsára érkező Hagymalovag kéri Jontól a Vadakból álló utánpótlást, ám mielőtt a parancsnok válaszolhatna, Melisandre is a Falhoz ér. A Baratheon sereg megsemmisült, majd Alliser Thorne és emberei halálra késelik Jont.

### Hatodik évad
A Fekete Várban Ser Davos megtalálja Havas Jon holttestét, amelyet a vár még hűséges szolgálóival együtt védelmezni kezd. Bánatos Edd elment a Vadakhoz segítségért. Davos meggyőzi Melisandre-t, hogy próbálja meg feltámasztani az Éjjeli Őrség parancsnokát, aki kis idő múlva visszatér az élők sorába. Segít Havas Jonnak a Boltonok elleni háború megtervezésében és az északi házak újraegyesítésében. Jon, Sansa Stark és Davos elindul, hogy maguk mellé állítsák azokat a házakat, amelyek szerintük még hűségesek a Starkokhoz, de nem sok sikerrel járnak. Meggyőzi Lyanna Mormontot, hogy támogassa ügyüket. A csata előtti esti sétáján Davos rábukkant az elszenesedett fa szarvasra, amelyet Shireen hercegnőnek készített és rájön hogy feláldozták. A vesztésre állnak, de a Völgy lovagjai Petyr Baelish vezetésével megjelennek és lemészárolják a Boltonok seregét. Jonnal marad a harc után és kiharcolja, hogy Jon megbüntesse Melissandre-t, amiért máglyán elégette Stannis gyermekét. Havas Jont Észak lordjai királyukká kiáltják ki.

### Hetedik évad
Észak Királya levelet kap Tyrion Lannistertől, melyben Daenerys Targaryen tanácsadója Sárkánykőre hívja. Elfogadja a meghívást és magával viszi Davost. Később engedélyt kapnak a sárkányüveg bányászatára a vár alatt, ami megöli a Másokat. Becsempészi Tyriont Királyvárba, majd találkozik Gendryvel, majd miután küldetésük sikeres volt visszatértnek Sárkánykőre. Jon, Gendry és Jorah Mormont társaságában a Keleti Őrség felé indulnak. A többiek a Falon túlra indulnak, hogy foglyul ejtsenek egy élőhalottat és bebizonyítsák a holtak seregének létezését és a közelgő fenyegetés tényét Királyvár és egész Westeros számára. Ő a várban maradt és értesíti a Sárkányok Anyját egy holló segítségével, hogy a csapatot az Éjkirály és serege körbe vette, végül Daenerys megmenti őket, de egy sárkánya meghalt. Jon felesküdött Daeneryre. Davos csatlakozik Jonhoz, Daeneryshez és Sandor Cleganehez a Királyvárban tartott tárgyalásokon. Cersei Lannister királynéval nehezen megállapodtak a Mások elleni küzdelemről.

### Nyolcadik évad
Deresbe visszatérve  Davos, Tyrion és Varys megbeszélik Jon és Daenerys romantikus kapcsolatának következményeit. A hagymalovag azt tanácsolja, hogy kössenek házasságot. Nem sokkal később értesülnek arról, hogy a Mások áttörték a Falat. A Lannister sereg nem csatlakozott ügyükhöz, csak Ser Jaime Lannister. A csata előestéjén Tyrion, Jaime, Davos, Brienne, Podrick és Tormund együtt iszogat a csata előtti estén, közben Jamie lovaggá üti Brienne-t. A Nagy Háború kezdetén Melisandre visszatér, hogy tűzvarázslatával segítse az északi erőket. Mielőtt Davos kivégzéssel fenyegetőzhetne, a papnő közli vele, hogy hajnal előtt halott lesz. A győztes csatát követően segít a Stark seregnek a Királyvár elleni csatához való felkészülésben. Szemtanúja volt, ahogy a vörös papnő leveszi nyakláncát és meghal. Királyvárt bevették hatalmas pusztítások árán, majd Jonnal felméri a Daenerys által okozott károkat. Jon a Vastrón előtt látva, hogy mivé vált szerelme, leszúrja. Westeros urai gyűlést tartanak, majd Brant választják királyuknak. Davos a Kistanács tagja lett, amiben ő feladata a flotta és az erődök újjáépítése.

### Családfa – Seaworth-ház

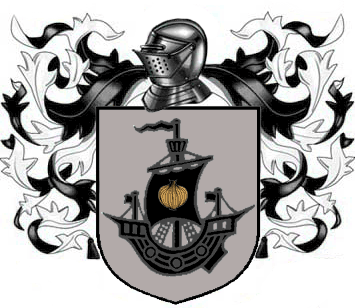
A Seaworth-ház címere

## Fordítás
- Ez a szócikk részben vagy egészben  a   Davos Seaworth című angol Wikipédia-szócikk fordításán alapul.  Az eredeti cikk szerkesztőit annak laptörténete sorolja fel. Ez a jelzés csupán a megfogalmazás eredetét és a szerzői jogokat jelzi, nem szolgál a cikkben szereplő információk forrásmegjelöléseként.